# Зоологическа градина, Любляна
Зоологическата градина в Любляна (на словенски: Živalski vrt Ljubljana) е най-голямата зоологическа градина в Словения. Разположена е на площ от 19,6 хектара на южния склон на хълма Рожни в естествена гора, на 20 минути от центъра на Любляна.
Създадена е на 10 март 1949 г. от градския съвет на Любляна. През 1951 г. е преместена на сегашното си място.
През 2008 г. започва цялостен ремонт, който продължава до 2016 г. От 2009 г. в зоологическата градина се отглеждат алпака и червени панди. През 2013 г. са получени три калифорнийски морски лъва.
Новият корпус на зоологическата градина е построен през 2011 г., в който са настанени и две миещи мечки. През 2012 г. е получена двойка сибирски жерави, а в другата част на зоопарка са настанени 40 розови фламинга. За първи път в историята на зоопарка, от 2013 г. се отглежда двойка гепарди, които са получени от Швеция.
В зоологическата градина се отглеждат 500 животни от 119 вида.